# Grażyna Zielińska
Grażyna Zielińska (ur. 23 grudnia 1952 w Dzierżoniowie) – polska aktorka teatralna i filmowa.

## Życiorys
Urodziła się w Dzierżoniowie, ale wychowywała się we Wrocławiu. Od dzieciństwa przejawiała zainteresowania artystyczne: brała udział w konkursach recytatorskich, uczyła się tańca klasycznego (u Stefanii Kołodziejczyk, primabaleriny Opery Wrocławskiej), potem tańca ludowego, a w liceum uczęszczała na zajęcia Studenckiego Teatru Pantomimy Gest.
W 1976 ukończyła wrocławską filię PWST w Krakowie. Po studiach przez rok pracowała w Teatrze Lalka w Warszawie. Następnie była aktorką Teatru Dramatycznego w Wałbrzychu (w latach 1977–1980), Teatru im. Stefana Żeromskiego w Kielcach (1980–1981) i Teatru Dramatycznego im. Jerzego Szaniawskiego w Wałbrzychu (1981–1985). Zadebiutowała rolą Hesi w Moralności pani Dulskiej (1977) w reżyserii Marii Kaniewskiej. Kreowała role dramatyczne i komediowe m.in. wcielała się w Zerbinetę w Łotrostwach Skapena (1980), Klarę w Ślubach panieńskich, czyli magnetyzmie serca (1982) (obydwa w reżyserii Tomasza Grochoczyńskiego), czy Marię Josefę w Domu Bernarda Alby (1984) w reżyserii Bogusława Danielewskiego.
Od 1986 jest etatową aktorką Teatru Dramatycznego im. Jerzego Szaniawskiego w Płocku. Sławę przyniosła jej rola Szwejka w Historii partii umiarkowanego postępu (1993) w reżyserii Marka Mokrowieckiego. Kolejną ważną rolą była tytułowa Dulska w przedstawieniu reżyserowanym przez Adama Hanuszkiewicza (1996). Współpracowała także z Hanuszkiewiczem przy Damach i huzarach, w których zagrała Anielę (1997). Wcielała się m.in. w pokojówkę w Oknie na parlament (1997) w reżyserii Wojciecha Pokory, czy Annę Andriejewnę w Rewizorze (2005). W duecie z Hanną Zientarą stworzyła kameralny spektakl Pierwsza młodość (2014), za który otrzymała nagrodę na XVI Festiwalu Teatrów Moraw i Śląska w Cieszynie.
Od 2006 występuje w roli Zosi w komedii warszawskiego Teatru Rampa Klimakterium... i już w reżyserii Cezarego Domagały. Za rolę w sztuce Dwie połówki pomarańczy (2012), w której gra gościnnie w Teatrze Capitol, dostała nagrodę dla najlepszej aktorki na X Ogólnopolskim Festiwalu Teatrów „Sztuka plus Komercja” (2022).
W filmach i serialach zaczęła występować regularnie na początku lat dwutysięcznych. Wciela się przede wszystkim w drugoplanowe i epizodyczne postacie. Szerszą rozpoznawalność przyniosła jej rola bufetowej Marii Zbieć w serialu TVP2 Na dobre i na złe. Największą popularność i sympatię widzów zdobyła dzięki roli babki zielarki Zofii w serialu Ranczo. Od 2011 gra Celinę Płaczkowską w serialu Pierwsza miłość.

## Życie prywatne
W 1983 wyszła za Marka Zielińskiego, z którym ma syna Kacpra (ur. 1982).

## Filmografia
- 1986: Wcześnie urodzony jako żona notariusza
- 1995: Ekstradycja jako kobieta przyglądająca się Novotnemu (odc. 6)
- 2000: Sieć jako kobieta na ulicy
- 2000: 13 posterunek 2 jako kwiaciarka (odc. 1)
- 2000–2001: Miasteczko jako Krystyna Pęczek, gospodyni księdza
- 2001: Pieniądze to nie wszystko jako rencistka
- 2001–2018, 2020–2021: Na dobre i na złe jako Maria Zbieć, prowadząca bufet w szpitalu
- 2001: Buła i spóła jako Raduńska (odc. 3)
- 2001: Buła i spóła jako sprzątaczka Wróblowa (odc. 16)
- 2002: Zemsta jako kucharka Cześnika
- 2002: Szpital na perypetiach jako właścicielka kota (odc. 14)
- 2002: Psie serce jako Agata, służąca Heleny
- 2002: Buła i spóła jako pani Klementyna, klozetowa w „Cristalu” (odc. 33)
- 2002–2006: Samo życie jako Euzebia
- 2003: Show jako matka Beatki
- 2003: Pornografia jako praczka
- 2003: Pogoda na jutro jako matka kandydata na narzeczonego „Klaudii”
- 2003: Magiczne drzewo jako sprzątaczka w pociągu (odc. 2)
- 2003: Ludzie wśród ludzi jako kobieta
- 2003: Bao-Bab, czyli zielono mi jako matka „Konia” (odc. 8)
- 2004: Sąsiedzi jako Sochacka, pomoc domowa Cwał-Wiśniewskich (odc. 38)
- 2004: Nigdy w życiu! jako właścicielka działki
- 2004: Kryminalni jako sąsiadka Pasika (odc. 4)
- 2004: Dziupla Cezara jako sprzątaczka w USC (odc. 8)
- 2004: Camera Café jako Róża, córka komisarza Mocnego (odc. 73_4)
- 2004: Całkiem nowe lata miodowe jako kandydatka na szwaczkę (odc. 13)
- 2005: Defekt jako handlarka na bazarze (Seria II)
- 2005: Barbórka jako matka Basi
- 2005: Plebania jako mieszkanka Brzezin (odc. 503)
- 2005: Lawstorant jako Bawołowa
- 2005: Codzienna 2 m. 3 jako Malina Nowakowska, kandydatka na opiekunkę Franka (odc. 12)
- 2005: Boża podszewka II jako kobieta ze świnią (odc. 1)
- 2005–2006: Warto kochać jako pani Stasia, gosposia w domu Horoszewicza
- 2006, 2008–2009, 2011–2016: Ranczo jako babka zielarka Zofia
- 2006: Kryminalni jako Piechowa (odc. 58)
- 2006: Dublerzy jako sprzątaczka
- 2006: Dublerzy (serial) jako sprzątaczka
- 2007: Ranczo Wilkowyje jako babka zielarka
- 2007: Ekipa jako mieszkanka Pułtuska (odc. 4)
- 2007: Daleko od noszy jako kucharka Michalina (odc. 107)
- 2008: Wichry Kołymy jako strażniczka
- 2008: Teraz albo nigdy! jako kobieta starająca się o pracę w klubie Andrzeja (odc. 16)
- 2008: Ojciec Mateusz jako Ciechanowa (odc. 10)
- 2008: Hotel pod żyrafą i nosorożcem jako Siemionowa (odc. 1 i 12)
- 2008: Cztery noce z Anną jako kobieta
- 2009: Świat według Kiepskich jako babcia (odc. 321)
- 2009: Rajskie klimaty jako pani Stasia, prawa ręka Horoszewicza
- 2009: Czas honoru jako pani Konieczko, kobieta wynajmująca pokój Władkowi (odc. 19 i 24)
- 2010: Milion dolarów jako Karasiowa, babcia wciągająca marihuanę
- 2011: Układ warszawski jako Grażyna (odc. 10)
- od 2011: Pierwsza miłość jako Celina Płaczkowska
- 2012: Galeria jako kobieta (odc. 20)
- 2012: Szpiedzy w Warszawie jako Władzia, pokojówka Merciera (odc. 1 i 2)
- 2012: Ojciec Mateusz jako siostra furtianka Leokadia (odc. 98)
- 2013: W ukryciu jako kobieta na bazarze
- 2013: Świat według Kiepskich jako Walentowa (odc. 415)
- 2013: Śliwowica jako Celina Płaczkowska, pielęgniarka w Przychodni Zdrowia w Wadlewie
- 2013: Komisarz Alex jako Aniela Kozłowska, sąsiadka Filarskiej (odc. 47)
- 2015: Świat według Kiepskich jako gosposia (odc. 477)
- 2016: Świat według Kiepskich jako wiejska baba (odc. 485)
- 2016: Belfer jako sprzedawczyni w sklepie (odc. 9)
- 2017: Świat według Kiepskich jako Róża (odc. 518)
- 2017: Świat według Kiepskich jako kobieta (odc. 525)
- 2017: Świat według Kiepskich jako Walentowa (odc. 527)
- 2018: Pułapka jako zakonnica (odc. 4)
- 2018: Ojciec Mateusz jako salowa Jadwiga (odc. 245)
- 2018: Eter jako kucharka
- 2018: Dziewczyny ze Lwowa jako żona pacjenta (odc. 30)
- 2019: Gabinet numer 5 jako kontrolerka Przybylska (odc. 7)
- 2019: Futro z misia jako babcia Fojcika
- 2020: Na Wspólnej jako Bronia Jastrząb

## Odznaczenia
- Srebrny Krzyż Zasługi (2002)
- Srebrny Medal „Zasłużony Kulturze Gloria Artis” (2024)[6]